# Accolay
Accolay foi uma comuna francesa na região administrativa de Borgonha-Franco-Condado, no departamento de Yonne. Estendia-se por uma área de 9,2 km². Em 2010 a comuna tinha 438 habitantes (densidade: 47,6 hab./km²).
Em 1 de janeiro de 2017, passou a formar parte da nova comuna de Deux Rivières.